# Llorenç del Penedès
Llorenç del Penedès è un comune spagnolo di 1 661 abitanti situato nella comunità autonoma della Catalogna.